# Stellihorn
Stellihorn är en bergstopp i Schweiz.   Den ligger i distriktet Visp och kantonen Valais, i den södra delen av landet, 110 km söder om huvudstaden Bern. Toppen på Stellihorn är 3 436 meter över havet, eller 606 meter över den omgivande terrängen. Bredden vid basen är 5,4 km.
Terrängen runt Stellihorn är huvudsakligen bergig, men den allra närmaste omgivningen är kuperad. Runt Stellihorn är det mycket glesbefolkat, med 7 invånare per kvadratkilometer.. Närmaste större samhälle är Zermatt, 19,5 km väster om Stellihorn. 
Trakten runt Stellihorn består i huvudsak av gräsmarker.